# Fleur-de-Lys
Fleur-de-Lys è un personaggio femminile del romanzo di Victor Hugo Notre-Dame de Paris. In alcune versioni italiane è chiamata Fiordaliso.

## Nel romanzo del 1831
Fleur-de-Lys è una ricca borghese di Parigi, fidanzata al capitano delle guardie reali Phoebus de Chateaupers, suo cugino e noto donnaiolo ad insaputa della giovane. Fleur-de-Lys bambina viene nominata, assieme alla madre Donna Aloisa de Gondelaurier, nel libro quarto, e riappare adulta nel libro settimo, in cui invita Phoebus a far entrare la zingara Esmeralda affinché balli per lei e le altre damigelle presenti. Phoebus, infatti, si era vantato di aver salvato la zingara da un tentato rapimento, ignaro di averla fatta innamorare; Fleur-de-Lys diviene subito gelosa della bellezza di Esmeralda, e sviene dopo aver scoperto che anch'ella è innamorata del capitano. In un altro capitolo Phoebus, esasperato dalla fidanzata e dalla madre di lei, inizia a bestemmiare per strada attirando l'attenzione di Claude Frollo che lo segue, e scoprendo che il capitano ha ottenuto un appuntamento con la zingara, lo pugnala alle spalle. Phoebus cerca di nascondere il tradimento raccontando alla fidanzata di essere stato ferito durante un duello d'onore, e Fleur-de-Lys gli crede, ma lo sfida ad assistere all'impiccagione di Esmeralda, che è salvata da Quasimodo. Convinto che sia stata la zingara ad averlo assalito, e forse anche non volendo compromettersi (qualsiasi testimonianza egli presentasse al processo, o se anche solo egli andasse a indagare sulla colpevolezza di Esmeralda, tutta Parigi saprebbe che l'uomo ha frequentato la zingara e Fleur-de-Lys lo tormenterebbe con la gelosia) Phoebus torna ad essere innamorato di Fleur-de-Lys, provocando la disperazione di Esmeralda che cerca inutilmente di riconquistare il capitano. Nel finale, dopo l'impiccagione di Esmeralda e la morte di Frollo e Quasimodo oltre che di Clopin, l'autore annuncia che Phoebus fa anch'esso una fine tragica sposando la cugina.

## Nello spettacolo musicale
Nella rappresentazione musicale scritta da Luc Plamondon e messa in musica da Riccardo Cocciante, Fleur-de-Lys (Fiordaliso, nella versione italiana e interpretata da Claudia D'Ottavi), è la fidanzata di Phoebus de Chateaupers (Febo, nella versione italiana) e avrebbero dovuto sposarsi, come annunciano durante la Festa dei folli, ma si trova a competere con Esmeralda, poiché entrambe sono innamorate di Febo e lui non sa chi scegliere. In seguito, il capitano annuncia di amare la zingara, per poi tornare ad implorare l'amore di Fleur-de-Lys dopo essere stato pugnalato: la fidanzata dichiara di poterlo perdonare, ma solo se farà uccidere Esmeralda e Febo accetta. Morta la zingara, Febo si allontana con Fleur-de-Lys verso nuove mete.

## Nel film del 1923
È una borghese di Parigi, e Febo se ne innamora.